# Finn Christian Jagge
Finn Christian Jagge (Stabekk, 1966. április 4. – Oslo, 2020. július 8.) olimpiai bajnok norvég alpesisíző.

## Pályafutása
1988 és 1998 között négy olimpián vett részt. 1992-ben lesiklásban aranyérmet szerzett. Ugyanebben a versenyszámban a következő olimpián a hatodik, az 1998-ason hetedik helyen végzett.

## Sikerei, díjai
- Olimpiai játékok - műlesiklás
  - aranyérmes: 1992, Albertville